# 2022年1月逝世人物列表
2022年逝世人物列表：1月 - 2月 - 3月 - 4月 - 5月 - 6月 - 7月 - 8月 - 9月 - 10月 - 11月 - 12月
2022年1月逝世人物列表，是用于汇总2022年1月期间逝世人物的列表。

## 依日期排序

### 31日
- 廖正豪，75歲，台灣中國國民黨政治人物，行政院法務部部長（1996年－1998年）。[1]
- 皮埃尔·贝隆（英语：Pierre Bellon），92岁，法国商人，索迪斯集团的创立者。[2]

### 30日
- 切斯利·克里斯特（英语：Cheslie Kryst），30岁，美国女模特，2019年度美国小姐，坠楼身亡。[3]
- 郑秀生，67岁，中国厨师，北京饭店原行政总厨。[4]
- 李毓章，85歲，中國西方哲學史研究專家。[5]
- 朱兆良，89歲，中国土壤农业化学家，第九届、十届全国政协常委，中国科学院院士。[6]
- 兹沃尼米尔·舍帕罗维奇，93岁，克罗地亚政治人物，司法部长（1999年－2000年）。[7]

### 29日
- 陳禮喜，68歲，香港政治人物，新界元朗十八鄉南邊圍村長。[8]
- 霍华德·海瑟曼（英语：Howard Hesseman），81岁，美国电视演员。[9]
- 严润锁，83岁，中国政治人物，渭南市政协原主席。[10]

### 28日
- 鈴木純一（日語：鈴木 純一），44歲，日本內科醫師，遭曾照護患者之子挾持後槍擊身亡。[11]
- 易倫雄，56歲，中國建築工程師，橋樑專家。[12]
- 汉斯-彼得·拉尼希（德語：Hans-Peter Lanig），86岁，德国高山滑雪运动员。[13]

### 27日
- 彭韶兵，57岁，中国会计学家，西南财经大学会计学院原院长。[14]
- 盧雄，74歲，香港資深配音員、演員。[15]
- 戴永年，92岁，中国有色金属真空冶金专家，中国工程院院士。[16]
- 李勇武（韓語：리용무），97岁，朝鲜军事人物，朝鲜人民军次帅，原国防委员会副委员长。[17]

### 26日
- 莫塞斯·J·莫斯里（英语：Moses J. Moseley），31歲，美國演員，代表作《陰屍路》。[18]
- 高天正，91歲，中国人民解放军副大军区职离休干部、原广州军区副政治委员。[19]

### 25日
- 周柳军，53岁，中国政治人物，国家国际发展合作署副署长，因公殉职。[20]
- 维姆·延森（荷蘭語：Wim Jansen），75岁，荷兰足球运动员。[21]
- 林紀子，81岁，日本政治人物，曾任参议院议员。[22]
- 薛国帮，94岁，中国政治人物，大庆市人大常委会原主任。[23]
- 多智钦仁波切（藏語：ཐུབ་བསྟན་ཕྲིན་ལས་བཟང་པོ），95岁，藏传佛教宁玛派人物，第四世多智钦土登成利华桑波仁波切。[24]
- 毛爱群，97岁，中国政治人物，原江苏省水产局副局长。[25]

### 24日
- 劉學州，14歲，中國大學生，劉學州尋親事件當事人，服藥自殺。[26][27]
- もの久保，27岁，日本插畫家。[28]
- 乔拉尼·西尔韦斯特（匈牙利語：Csollány Szilveszter），51岁，匈牙利体操运动员，死于2019冠狀病毒病。[29]
- 顾宜，72岁，中国材料学家，四川大学教授。[30]
- 米里亚姆·诺尔（希伯來語：מרים נאור），74岁，以色列法学家，最高法院院长（2015年－2017年）。[31]
- 康虞茱迪，75岁，香港企業家，品牌代理公司禧辰的老闆娘。[32]
- 谢尔顿·席尔瓦（英語：Sheldon Silver），77岁，美国政治家，纽约州议会议员和发言人。[33]

### 23日
- 莉莉亚娜·洛萨达·德赫苏斯（西班牙語：Liliana Lozada de Jesús），33歲，墨西哥女模特兒。[34]
- 蒂埃里·穆勒（英语：Thierry Mugler），73岁，法国时装设计师。[35]
- 克涅斯·奥哈季耶夫，83岁，苏联政治人物，哈萨克共产党阿拉木图州委员会第一书记（1978年－1985年）。[36]
- 小西博行（日語：小西 博行），85歲，日本政治人物。前參議員。死於肺炎。[37]
- 埃德加·卡恩（英語：Edgar Cahn），86岁，美国法律学者。[38]
- 郭树言，87歲，中國政治人物，原国务院三峡工程建设委员会办公室主任、党组书记。[39]
- 拉瑪錢德朗·納加斯瓦米 (英語：Ramachandran Nagaswamy)，91歲，印度歷史學家與考古學家。[40]
- 安东尼娅·达·圣克鲁斯（葡萄牙語：Antônia da Santa Cruz），116歲224天，巴西超級人瑞，最後一位出生於1905年之人類。[41]

### 22日
- 趙軍，63歲，中國電影人，曾擔任中國影評學會副會長。[42]
- 張俊浩，78岁，中国民法学家，中国政法大学教授。[43]
- 詹尼·迪马济奥（義大利語：Gianni Di Marzio），82岁，意大利足球教练员、评论员。[44]
- 釋一行，95歲，越南佛教禪宗僧侶、作家、詩人、學者暨和平主義者。[45]

### 21日
- 詹姆斯·福布斯（英語：James Forbes），69岁，美国篮球运动员，死于2019冠狀病毒病。[46]
- 路易·安德森（英语：Louie Anderson），68岁，美国单口喜剧演员。[47]
- 瓦连京·马济金（俄語：Валентин Мазикин），76岁，俄罗斯政治人物，克麦罗沃州代理州长（2001年）。[48]
- 雷克斯·考利（英語：Rex Cawley），81岁，美国跨栏运动员。[49]
- 彼得·萨尔达丘克（烏克蘭語：Петро Сардачук），83岁，乌克兰外交官，乌克兰外交部副部长（1999年－2001年）。[50]
- 張潔，84岁，中國作家。[51]
- 陈家毛，94岁，中国政治人物，原中共丽水地委政法委书记。[52]
- 江平，101岁，中國政治人物，中央統戰部原副部長。[53]
- 李万华，104岁，中国军事人物，原铁道兵第三指挥部政治委员。[54]

### 20日
- 肉卷，本名麦可·李·艾德（英語：Michael Lee Aday），74歲，美國搖滾歌手及演员，死于2019冠状病毒病。[55]
- 海迪·比布爾（德語：Heidi Biebl），80歲，德國女子高山滑雪運動員。[56]
- 勒內·羅伯特（英语：René Robert (photographer)），85歲，瑞士攝影家，專長於佛朗明哥舞者的拍攝，在巴黎街上昏倒後數小時因失溫症身亡。[57]
- 张志刚，89岁，中国政治人物，河南省人大常委会原副主任。[58]
- 陈志华，92岁，中国建筑学家。[59]
- 龔書綿，100歲，台灣女詩人、作家，台灣補教名師高國華之母。[60][61]

### 19日
- 加斯帕德·尤利尔（法語：Gaspard Ulliel），37岁，法国电影演员，死于滑雪事故。[62]
- 汉斯-于尔根·德尔纳（德語：Hans-Jürgen Dörner），70岁，德国足球运动员。[63]
- 潘自强，85岁，中国辐射防护和环境保护专家，中国工程院院士。[64]
- 阿纳托利·马洛费耶夫，88岁，白俄罗斯政治人物，白俄罗斯众议院议长（1996年－2000年）、苏联时代末任白俄罗斯共产党第一书记（1990年－1991年）。[65]
- 哈地·克鲁格（英语：Hardy Krüger），93歲，德国男演员。[66]

### 18日
- 張廷軍，65歲，中國科學家。[67]
- 卢西娅·哈里斯（英語：Lusia Harris），66岁，美国篮球运动员。[68]
- 安德烈·萊昂·塔利（英語：André Leon Talley），73歲，美國时尚记者，《Vogue》美国版的特约编辑。[69]
- 迪克·哈利根（英语：Dick Halligan），78岁，美国爵士摇滚歌手，血汗淚合唱團（英语：Blood, Sweat & Tears）主唱。[70]
- 弗朗西斯科·亨托（西班牙語：Francisco "Paco" Gento López），88岁，西班牙前足球运动员、皇家马德里足球俱乐部名誉主席。[71]
- 斯捷潘·沙拉耶夫（俄語：Степан Шалаев），93岁，苏联政治人物，全苏工会中央理事会主席（1982年－1990年）[72]
- 史久镛，95岁，中国国际法学家，国际法院首位华人院长。[73]
- 戴维·科克斯（英語：David Cox），97歲，英國統計學家。[74]
- 萨图尼诺·德拉富恩特（西班牙語：Saturnino de la Fuente），112歲341天，西班牙人，金氏世界紀錄「最長壽男性」。[75]

### 17日
- 李树文，81歲，中國政治人物，中国文联原副主席。[76]
- 冯德英，86岁，中国作家，代表作“三花”（《苦菜花》、《迎春花》、《山菊花》）。[77]
- 于泽滨，89岁，中国政治人物，原中国计量学院党委书记。[78]
- 梅里爾·紐曼（英語：Merrill Newman），93岁，美国陆军军人，曾在2013年被朝鲜扣押。[79]
- 白英宽，94岁，中国男演员。[80]
- 塞爾瑪·蘇克利夫（日语：テルマ・サトクリフ），115岁108天，美國最長壽者，生前金氏世界紀錄排名第七長壽者。[81]

### 16日
- 迈克尔·普帕特（羅馬化：Michael Pupart，昵称Oh），52岁，泰比混血的泰国演员，抑郁症患者，疑自轰身亡。[82]
- 哈娜·霍卡（英语：Hana Horka），57歲，捷克歌手。[83]
- 易卜拉欣·布巴卡尔·凯塔（法語：Ibrahim Boubacar Keïta），76岁，马里政治人物，前总统（2013年－2020年）。[84]
- 陳松齡，85歲，香港編輯、出版人，天地圖書前董事長。[85]
- 陈经纶，97岁，香港实业家、慈善家和社会活动家，北京陈经纶中学捐资改建人。[86]
- 查爾斯·麥吉（英语：Charles McGee (Tuskegee Airman)），102歲，美國空軍退伍准將，二戰塔斯克基飛行員最後在世成員之一。[87]

### 15日
- 高慧民（英語：Michelle Alyssa Go），40岁，美国华侨，死于谋杀。[88]
- 放屁天才黃瑞芬，58歲，臺灣聲樂家、廣播節目主持人，因心肌梗塞逝世。[89]
- 夸尔托·皮亚内西（義大利語：Quarto Pianesi），81岁，意大利曲棍球运动员，死于COVID-19。[90]
- 湯偉奇，83歲，香港商人，宗教及政治人物，前全國政協委員，香港道教聯合會會長、圓玄學院會長。病逝。[91]
- 楊澧，91歲，中國畫家。[92]
- 韩恩甲，96岁，中国政治人物，天津市人民政府原顾问。[93]

### 14日
- 里卡多·波菲尔（英语：Ricardo Bofill），82岁，西班牙建筑师，死于COVID-19。[94]
- 齐怀远，92岁，中国外交官，原国务院外事办公室主任、中国人民对外友好协会会长。[95]
- 卡迈什瓦尔·C·瓦利（英語：Kameshwar C. Wali），94岁，美国物理学家。[96]

### 13日
- 叶茂中，54岁，中国营销策划专家，因癌症逝世。[97]
- 劳尔·比尔切斯（西班牙語：Raúl Vilches），67岁，古巴排球运动员。[98]
- 張清溪，74歲，臺灣經濟學家、國立台灣大學教授。[99]
- 讓-雅克·貝內（英语：Jean-Jacques Beineix），75歲，法國電影導演。[100]
- 约翰·亨普尔（英語：John Hempel），86岁，美国数学家，莱斯大学教授。[101]
- 维尔纳·德尔梅斯（德語：Werner Delmes），91岁，德国曲棍球运动员。[102]

### 12日
- 阿什林·墨菲（英語：Ashling Murphy），23岁，爱尔兰小学教师，谋杀。[103]
- 周藝華，65岁，中國演員、導演。[104]
- 刘文雄，76岁，中国政治人物，原国家体育总局训练局党委书记。[105]
- 羅妮·斯柏克特（英语：Ronnie Spector），78歲，美國女歌手，已解散組合罗尼特组合主音成員，死於癌症。[106]
- 孙必干，80岁，中国外交官，长期负责中东事务。[107]
- 韩锡敦，86岁，中国军事人物，原军事经济学院院长。[108]

### 11日
- 陳奕，28歲，中華民國空軍上尉（追晉少校），駕駛F-16V戰鬥機進行訓練時失事殉職。[109]
- 大卫·萨索利（義大利語：David Maria Sassoli），65岁，意大利政治人物，欧洲议会议长，死於免疫系统失调并发症。[110]
- 克劳斯·普洛格豪斯（德語：Klaus Ploghaus），65岁，德国链球运动员。[111]
- 龐建國，68歲，台灣政治人物，曾任台北市議員、立法院立法委員，坠楼身亡。[112]
- 洪昭冰，69歲，马来西亚资深广播员。[113]
- 古蒼梧，76歲，香港作家、詩人。[114]

### 10日
- 迪恩·兰多尔（英語：Deon Lendore），29岁，特立尼达和多巴哥短跑运动员，车祸身亡。[115]
- 劉藍溪，法號「道融」，61歲，臺灣出家比丘尼，曾為女歌手及演員。[116]
- 赵赫，61岁，中国中央电视台主持人，曾长期主持《经济半小时》节目（1989-2021），因癌症离世。[117]
- 羅伯特·德斯特（英語：Robert Alan Durst），78歲，美國罪犯，纪录片《纽约灾星》主角。[118]
- 水島新司（日語：水島 新司），82岁，日本漫畫家，代表作《大飯桶》。[119]
- 劉先平，84歲，中國作家。[120]
- 謝式銘，89歲，台灣企業家，紡織大廠福懋興業股份有限公司副董事長。[121]
- 阿卜杜拉赫曼·维齐罗夫（俄語：Абдурахман Везиров），91岁，苏联政治人物，阿塞拜疆共产党中央委员会第一书记（1988年－1990年）。[122]
- 金采风，91岁，中国越剧演員、越剧金派创始人。[123]
- 奥拉·赫尔佐克（英语：Aura Herzog），97岁，前以色列总统哈伊姆·赫尔佐克夫人。[124]
- 郭巾英，100岁，中国政治人物，原广州市妇女联合会副主任。[125]

### 9日
- 鲍勃·萨格（英語：Bob Saget），65岁，美国喜剧演员。[126]
- 约尼·塞斯塔莫（芬蘭語：Jouni Seistamo），82岁，芬兰冰球运动员。[127]
- 佛朗哥·卡瓦洛（義大利語：Franco Cavallo），89岁，意大利帆船运动员。[128]
- 海部俊樹（日語：海部 俊樹），91歲，日本政治人物，前首相（第76－77任，1989年—1991年）。[129]
- 郭東榮，94歲，台灣畫家，「五月畫會」創辦者之一。[130]
- 符振中，102歲，中國軍人，曾參與陝西抗戰。[131]
- 阮崑，105岁，越南政治人物，副总理（1967年—1976年）。[132]

### 8日
- 巴克塔什·阿卜丁，48岁，伊朗诗人和异见人士。[133]
- 戴璉璋，89歲，臺灣哲學家，中央研究院中國文哲研究所前主任、兼任研究員。[134]
- 高桥和雄，91岁，日本政治人物，前山形县知事。[135]
- 陈又遵，96岁，中国政治人物，内蒙古自治区政协原副主席。[136]

### 7日
- 杰克·德罗米（英語：Jack Dromey），73岁，英国政治人物，前国会议员。[137]
- 阿纳托利·克瓦什宁（俄語：Анатолий Квашнин），75岁，俄罗斯军事人物，俄罗斯联邦武装力量总参谋长（1997年－2004年）。[138]
- 若泽·埃夫拉尔（法語：José Evrard），76岁，法国政治人物，国民议会议员（2017年起）。[139]
- 米诺·德罗西（義大利語：Mino De Rossi），90岁，意大利自行车运动员。[140]
- 刘思齐，91歲，中國人，毛泽东长子毛岸英的妻子，刘谦初与张文秋的女儿。[141]
- 西德尼·波蒂埃（英語：Sidney Poitier），94歲，美國演員、導演、作家和外交官，全世界第一位黑人奧斯卡影帝。[142]

### 6日
- 張繼青，83歲，中國崑曲演員，國家級非物質文化遺產傳承人。[143]
- 弗朗西斯科·何塞（英語：Francisco Sionil José），97岁，菲律宾作家。[144]
- 方潤華，98歲，香港企業人物，協成行主席。[145]
- 蔡省三，104岁，中华民国大陆时期陸軍少將、專欄作家。[146]

### 5日
- 金美秀（韓語：김미수），29岁，韩国女演员，代表作《雪降花》。[147]
- 梅建，68岁，中国结核病防治专家，上海市疾病预防控制中心主任医师。[148]
- 林學圃，74歲，台灣企業家，輪胎大廠南港輪胎股份有限公司（2101）榮譽董事長。（訃聞公開日期）[149][150]
- 徐祝慶，78岁，中國出版工作者。[151]
- 白樂思（英語：Robert Blust），81歲，美國語言學家，死於癌症。[152]
- 绍博-欧尔班·奥尔加（匈牙利語：Szabó-Orbán Olga），83岁，罗马尼亚击剑运动员。[153]
- 翁元，91歲，中華民國退役軍人，長期為兩蔣衛士及隨侍人員。
- 方济各·阿尔瓦雷斯·马丁内斯（西班牙語：Francisco Álvarez Martínez），96岁，西班牙天主教司铎级枢机，托莱多总教区荣休总主教。[154]

### 4日
- 吉姆·柯西（英语：Jim Corsi (baseball)），60歲，美國棒球運動員，曾效力奧克蘭運動家等大聯盟球隊。[155]
- 罗尔夫-迪特尔·阿门德（德語：Rolf-Dieter Amend），72岁，德国皮划艇运动员。[156]
- 田中庆秋（日語：田中 慶秋），83岁，日本政治人物，前法务大臣（2012年）。[157]
- 柳庄，95岁，中国政治人物，原西安冶金建筑学院党委书记。[158]
- 林文貴，98歲，臺灣企業家，股票上市公司豐興鋼鐵股份有限公司創辦人。[159]
- 張有興，99歲，香港政治人物，首位華人市政局主席、前立法局議員。[160]
- 木子小姐（本名：李牧宸），生年不詳，臺灣網路紅人，就讀國立臺灣大學社會學系，死於跳樓自殺。[161][162]

### 3日
- 韩裴因，49岁，保加利亚翻译家、汉学家、诗人、作家，因COVID-19病逝。[163]
- 闻黎明，71岁，中國現代史學家，中国社科院近代史研究所研究员、闻一多长孙，病逝。[164]
- 维克托·萨涅耶夫，76岁，格鲁吉亚田徑運動員，曾代表蘇聯參加四届奥运会，取得三面金牌、一面銀牌。[165]
- 谭国民，83岁，中国制浆造纸专家，原中国造纸学会副理事长。[166]
- 范多富，84岁，中国政治人物，湖南省政协原副主席。[167]
- 达尼埃尔·科利亚尔（法語：Daniel Colliard），91岁，法国政治人物，国民议会议员（1993年－1997年）。[168]
- 瞿爱梅，94岁，中国政治人物，湘西土家族苗族自治州人大常委会原副主任。[169]
- 郑敏，101岁，中国诗人。[170]

### 2日
- 周晓峰，58岁，中国企业家，古贝春集团董事长。[171]
- 王唯众，76岁，中国政治人物，中共辽宁省纪委原书记。[172]
- 理察·李奇，77歲，肯亞古人類學家、生態保育人士。[173]
- 邵遠來，82歲，臺灣罪犯，1980年代將安非他命製造技術引入台灣，被稱為「安毒祖師爺」，肝癌手術後吸入性肺炎去世。[174]
- 罗锡诗，84岁，中国古代文学学者，中山大学教授。[175]
- 艾瑞克·怀特·埃尔斯特（德語：Eric Walter Elst），85岁，比利时天文学家。[176]
- 席宝山，86岁，中国政治人物，河南省人民检察院原检察长。[177]
- 宮部キウイ，年紀不詳，日本成人漫畫家。[178]

### 1日
- 朱子聰，70歲，香港播音員、配音員。[179]
- 安德烈亚斯·孔茨（德語：Andreas Kunz），75岁，德国北欧两项运动员。[180]
- 卡利斯托·坦茲（英语：Calisto Tanzi），83岁，意大利商人，跨國乳製品和食品公司帕玛拉特（Parmalat）创始人。[181]（宣布死亡日期）
- 徐性初，87岁，中国精密机床设计及工艺专家，原机械工业部科技委员会副主任，中国科学院院士。[182]
- 马效飞，93岁，中国政治人物，西宁市人大常委会原主任。[183]